# SS Gallic (1918)
SS Gallic foi um navio de carga construído em 1918. Durante sua carreira, ele foi operado por seis companhias diferentes, e navegou sob as bandeiras do Reino Unido, Panamá e Indonésia. Apesar da superstição marítima dizer que é azar mudar o nome de um navio, ele foi submetido a sete mudanças de nome, sobrevivendo a uma carreira de 37 anos. Ele foi abandonado em Hong Kong em 1956, sendo posteriormente desmontado.

## Carreira
Devido à Primeira Guerra Mundial e do aumento da demanda por navios cargueiros, o governo britânico colocou em movimento a construção de vários navios de carga. 22 navios foram construídos. Seu lançamento ocorreu no dia 19 de outubro de 1918, sendo concluído em 12 de dezembro, um mês após o final da guerra. Ele foi então operado pela White Star Line sob as ordens do governo britânico, até que o navio foi oficialmente declarado superávit em 1919. Ele foi comprado pela White Star Line e nomeado de Gallic.
Gallic operou na Austrália como um navio de carga, e mais tarde foi transferido para o Atlântico. Como resultado da Grande Depressão e da fusão entre a White Star Line e Cunard Line em outubro de 1933, Gallic foi vendido para a Clan Line, e renomeado de Clan Colquhoun. Ele permaneceu no serviço do Atlântico para os próximos 14 anos. Durante a Segunda Guerra Mundial, ele foi operado pelo Ministério dos Transportes, como um portador de carga refrigerada. Ao contrário de muitos navios de carga, ele sobreviveu na guerra sem incidentes.
Em fevereiro de 1947, Clan Colquhoun foi vendido para a Zarati Steamship Co., uma companhia do Panamá, renomeado de Ioannis Livanos. No entanto, seus novos proprietários o vendeu em 1949 para outra companhia do Panamá, sendo novamente renomeado, desta vez de SS Jenny. Em 1951, ele foi mais uma vez vendido para a Djakarta Lloyd NV, rebatizado de Imam Bondjal, o que mais tarde foi mudado para Djatinegra. Em 1955, após 37 anos de serviço, ele foi vendido para disjuntores japoneses, destinado a demolição. Ele foi desmontado em Hong Kong em 1956.